# Ucareo
Ucareo es una localidad del estado mexicano de Michoacán de Ocampo, localizado en el municipio de Zinapécuaro.

## Toponimia
- Ucuareo significa acuaro, planta o hierba del gato, valeriana, y de la final o, de lugar; lugar de la hierba del gato del idioma purépecha.

## Población
| Año  | Habitantes Mujeres | Habitantes hombres | Total habitantes |
| ---- | ------------------ | ------------------ | ---------------- |
| 2020 | 1118               | 1005               | 2123             |
| 2010 | 1231               | 1053               | 2284             |
| 2005 | 1293               | 1107               | 2400             |